# Senna Lodigiana
Senna Lodigiana (lombardul: Sèna) település Olaszországban, Lombardia régióban, Lodi megyében. Lakosainak száma 1762 fő (2023. január 1.). Senna Lodigiana Calendasco, Orio Litta, Ospedaletto Lodigiano és Somaglia községekkel határos.

## Népesség
A település lakossága az elmúlt években az alábbi módon változott:
| Lakosok száma | 1918 | 1878 | 1762 |
|               | 2017 | 2018 | 2023 |